# بنات صالح (مسلسل)
بنات صالح هو مسلسل دراما وأكشن عراقي من بطولة محمد هاشم ومن إخراج إياد نحاس ومن إنتاج قناة إم بي سي العراق بث لأول مرة في 2 أبريل من عام 2022 وحصل المسلسل على مشاهدات كبيرة وصنف على أنه أفضل مسلسل عراقي في رمضان عام 2022.

## القصة
تدور بداية الأحداث في عام 2003 في بغداد في زمن الفقر حيث كان أغلبية السكان فقراء بسبب الوضع الأمني والتدهور الاقتصادي في ذلك الوقت وتدور الأحداث حول رجل يدعى صالح يعمل كعامل بناء وزوجته فاتن وبناته الثلاثة الصغار في العمر ويشكلون أسرة فقيرة لكن سعيدة، يقوم صالح بإحضار سيدة غريبة على المنزل تدعى سوسن هربت من زوجها غالب بعد سوء العلاقة بينهما وسكنت في منزل صالح بالرغم من إصرار فاتن بعدم التدخل في الموضوع ولكن صالح يرفض، يقوم غالب بقتل سوسن في منزل صالح وأمامه ويقوم بالهرب ويتم إتهام صالح بجريمة القتل ويسجن لمدة 20 عامًا وتقوم فاتن بطلب الطلاق منه وتتزوج من رجل غني يدعى جمال، يخرج صالح بعد إنتهاء فترة العقوبة وتدور مجموعة من الأحداث الكبيرة والطويلة بعدها.

## إنجازات
حصل المسلسل على نسبة مشاهدة عالية على المستوى العربي وخاصة المحلي وأعتبره البعض أفضل مسلسل رمضاني في العالم العربي لعام 2022، أتهم المسلسل «بالاقتباس المصري» لكن تم نفي الاتهامات.

## طاقم التمثيل
- محمد هاشم - صالح
- زهور علاء - فاتن
- ستار خضير - جمال
- براء الزبيدي - نور
- شروق الحسن - سارة
- ساندي جمال - رنا
- جمان كاظم - مروة
- حيدر عبد ثامر - أسعد
- مينا نور الدين - ريم
- أثير نجم - سيف
- تيسير أحمد - غالب
- بيداء المعتصم - آمنة
- فلاح إبراهيم - سعيد